# Carex molestiformis
Carex molestiformis är en halvgräsart som beskrevs av Anton Albert Reznicek och Rothrock. Carex molestiformis ingår i släktet starrar, och familjen halvgräs. Inga underarter finns listade i Catalogue of Life.